# Google Guava
Google Guava是一個由Google開發的Java開源函式庫。

## 概述
Google Guava大致上可分為三個部分：讓使用者能減少時間來實做一些常見的功能、擴充 Java集合框架（簡稱JCF，前身為Google Collections Library），提供更具有生產力的函式，如函式語言程式設計、圖論、快取、range 物件、和雜湊函式。
集合物件的架構在一定程度上受到了泛型的啟發。雖然泛型提升了工程師的生產力，但JCF仍尚未提供足夠的功能，且Apache Commons的集合物件也還沒使用泛型以保證向下相容，因此Kevin Bourrillion與Jared Levy這兩位工程師開發了JCF擴充套件，額外提供了多重集、多重關連數組、多重集 、 多重關連數組 、 新位图和不可變集合。 

這個函式庫的設計與程式碼由JCF的最初設計師約書亞·布洛克和Java平行程式的最初設計師 Doug Lea 提出建議和審查。.
截至2012年4月，Guava在最受歡迎的Java函式庫中排名第 2，僅次於Apache Commons 和其他幾個專案。2013 年，針對 10,000 個 GitHub 專案研究後發現，Google 開發的函式庫（例如Google網頁工具包和 Guava）佔了 Java 最受歡迎的 100 個函式庫中的 7 個，而 Guava 是第 8 個最受歡迎的 Java 函式庫。截至 2018 年 3 月，Guava 在 GitHub 上是第 6 大標星的 Java 專案。